# Michael Jackson: 30th Anniversary Celebration
Die Michael Jackson: 30th Anniversary Celebration wurde im November 2001 von CBS als zweistündige Spezial-Sendung zu dreißigsten Jubiläum Michael Jacksons als Solo-Entertainer veröffentlicht. Seine erste Solo-Single Got to Be There war 30 Jahre zuvor, im Jahre 1971 erschienen. Die Aufnahmen bestehen aus zwei Konzerten, die am 7. September und 10. September 2001 im New Yorker Madison Square Garden stattfanden. Innerhalb von 5 Stunden waren die Tickets ausverkauft. Die Preise wurden zu den teuersten der Pop-Geschichte überhaupt: Die besten Plätze kosteten 20.000 US-Dollar. Diese Tickets beinhalteten neben dem Konzertbesuch noch ein Abendessen mit Jackson.
Angeblich verdiente Jackson 7,5 Mio. US-Dollar je Konzert, was über 150.000 US-Dollar für jede Minute entspricht. Ein paar Stunden vor Beginn der Show erschien Marlon Brando, um über humanitäre Arbeit zu sprechen; dies wurde jedoch aufgrund der schlechten Resonanz des Publikums nicht ausgestrahlt.

## Konzertprogramm
Eröffnung des Jubiläumskonzert durch Samuel L. Jacksons und der anschließenden Auftritte Ushers, Whitney Houston & Mýa zu Michael Jacksons Song Wanna Be Startin’ Somethin’ aus dessen 1982 erschienenem Album Thriller.
Ergänzend zu den obgenannten Künstlern sangen weitere Gäste zu Ehren des „King of Pop“:
- Liza Minnelli – You Are Not Alone
- Billy Gilman – Ben
- James Ingram & Gloria Estefan – I Just Can’t Stop Loving You
- Marc Anthony – She’s Out of My Life

Die zweite Stunde begann mit der Reunion der Jackson Five. Neben Michael Jackson traten Jermaine, Jackie, Randy, Marlon und Tito auf. Sie spielten ein Greatest Hits Medley, bestehend aus folgenden Songs:
- Can You Feel It
- ABC
- The Love You Save
- I Want You Back
- I’ll Be There
- Shake Your Body (Down to the Ground).

Anschließend wurde mit dem Überraschungsgast *NSYNC zum Song Dancing Machine getanzt.
Es folgte eine kurze Unterbrechung, in der Chris Tucker auf die Bühne trat und Jackson imitierte. Mit der Ankündigung zu Billie Jean wurde das Konzert fortgesetzt. Es folgte Jacksons erfolgreichster Song.
Anschließend wurden folgende Lieder gespielt:
- Beat It featuring Slash
- Black or White featuring Slash
- The Way You Make Me Feel featuring Britney Spears
- You Rock My World featuring Chris Tucker und Usher

Das Konzert wurde mit dem Song We Are the World beendet.

## Konzerte

### Freitag, 7. September 2001
| Song | Interpret                                                                                                   |
| --- | --- |
| Eröffnung und Begrüßung                                                                                               | Samuel L. Jackson                                                                                           |
| Wanna Be Startin’ Somethin’                                                                                           | Usher, Mýa, Whitney Houston                                                                                 |
| Humanitäre Botschaft (nicht im TV übertragen)                                                                         | Marlon Brando                                                                                               |
| Ben | Billy Gilman                                                                                                |
| Angel, It Wasn't Me                                                                                                   | Shaggy, Ravyon, Rikrok                                                                                      |
| You Can't Win (aus The Wiz – Das zauberhafte Land, nicht live übertragen)                                             | Jill Scott als die Vogelscheuche                                                                            |
| Ease on Down the Road (aus The Wiz – Das zauberhafte Land, nicht live übertragen)                                     | Monica als Dorothy, Jill Scott als die Vogelscheuche, Al Jarreau als der Zinnmann, Deborah Cox als der Löwe |
| I Just Can't Stop Loving You                                                                                          | James Ingram, Gloria Estefan                                                                                |
| She's Out of My Life                                                                                                  | Marc Anthony                                                                                                |
| Heal the World | Mýa, Deborah Cox, Rah Digga, Monica, Tamia, The Brooklyn Youth Choir                                        |
| You Are Not Alone, Never Never Land (nicht live übertragen), Over the Rainbow (nicht live übertragen)                 | Liza Minnelli                                                                                               |
| Bootylicious | Destiny’s Child                                                                                             |
| Crying Time (nicht live übertragen)                                                                                   | Ray Charles, Casandra Wilson                                                                                |
| Rede (nicht live übertragen)                                                                                          | Elizabeth Taylor                                                                                            |
| Medley: Can You Feel It, I Want You Back, Shake Your Body (Down to the Ground), ABC, The Love You Save, I'll Be There | The Jacksons                                                                                                |
| Dancing Machine | The Jacksons, *NSYNC                                                                                        |
| The Way You Make Me Feel                                                                                              | Michael Jackson, Britney Spears                                                                             |
| Billie Jean | Michael Jackson                                                                                             |
| Black or White, Beat It                                                                                               | Michael Jackson feat. Slash                                                                                 |
| You Rock My World | Michael Jackson, Usher                                                                                      |
| We Are the World | Alle Interpreten, Kenny Rogers, Yoko Ono, Quincy Jones                                                      |

### Montag, 10. September 2001
| Song | Interpret                                                                                                   |
| --- | --- |
| Eröffnung und Begrüßung                                                                                               | Samuel L. Jackson                                                                                           |
| Wanna Be Startin’ Somethin’                                                                                           | Usher, Mýa, Deborah Cox                                                                                     |
| Ben | Billy Gilman                                                                                                |
| Home (aus The Wiz – Das zauberhafte Land, nicht live übertragen)                                                      | Monica als Dorothy                                                                                          |
| Ease on Down the Road (aus The Wiz – Das zauberhafte Land, nicht live übertragen)                                     | Monica als Dorothy, Jill Scott als die Vogelscheuche, Al Jarreau als der Zinnmann, Deborah Cox als der Löwe |
| You Are Not Alone, Never, Never Land (nicht live übertragen)                                                          | Liza Minnelli                                                                                               |
| Rede (nicht live übertragen)                                                                                          | Elizabeth Taylor                                                                                            |
| Get Ur Freak On | Missy Elliott, Nelly Furtado                                                                                |
| Man in the Mirror | Usher, Luther Vandross, 98 Degrees                                                                          |
| I Want Candy | Aaron Carter                                                                                                |
| I Will Survive | Gloria Gaynor                                                                                               |
| I'll Never Love This Way Again                                                                                        | Dionne Warwick                                                                                              |
| Midnight Train to Georgia                                                                                             | Gladys Knight                                                                                               |
| I Do (Cherish You) | 98 Degrees                                                                                                  |
| My Baby, I Want You Back                                                                                              | Romeo Miller, Master P                                                                                      |
| Medley: Can You Feel It, ABC, The Love You Save, I'll Be There, I Want You Back, Shake Your Body (Down to the Ground) | The Jacksons                                                                                                |
| Dancing Machine | The Jacksons, *NSYNC                                                                                        |
| The Way You Make Me Feel, Billie Jean                                                                                 | Michael Jackson                                                                                             |
| Black or White, Beat It                                                                                               | Michael Jackson feat. Slash                                                                                 |
| You Rock My World | Michael Jackson, Usher, Chris Tucker                                                                        |

## Nominierungen & Auszeichnungen
Nominierungen
- 2002: Primetime Emmy Award in der Kategorie „Outstanding Choreography“ für die Choreographen Brian Thomas und Glenn Douglas Packard

Auszeichnungen
- 2002: NAACP Image Award in der Kategorie „Outstanding Variety Series/Special“
- 2002: NAACP Image Award in der Kategorie „Outstanding Performance in a Variety Series/Specia“ für Michael Jackson